# Ossa Mountain
Ossa Mountain är ett berg i Kanada.   Det ligger i provinsen British Columbia, i den sydvästra delen av landet, 3 500 km väster om huvudstaden Ottawa. Toppen på Ossa Mountain är 1 850 meter över havet.
Terrängen runt Ossa Mountain är huvudsakligen mycket bergig. Runt Ossa Mountain är det mycket glesbefolkat, med 2 invånare per kvadratkilometer.. Det finns inga samhällen i närheten.